# Ursus americanus
El oso negro americano (Ursus americanus), también llamado oso negro, es una especie de mamífero carnívoro de la familia Ursidae. Es el oso más común en Norteamérica y es más pequeño que el oso pardo y el oso polar, presentando un color de piel más o menos oscuro (según las regiones y va del negro al blanco, pasando por el rojizo y el gris plateado). Tiene pelaje negro, cuerpo robusto, cola corta, orejas pequeñas y redondas. Su pelo oscuro es corto y lacio. El perfil del rostro es recto con hocico largo. Sus garras cortas (menos de 50 mm) son negras y ganchudas. En distancias pequeñas puede alcanzar hasta 40 km/h. El macho llega a medir casi 3 m de longitud y la hembra 2.5 m. El peso corporal va de los 60-280 kg para machos y 40-180 kg hembras.
En general, se reconocen 16 subespecies, algunas amenazadas. Este oso habita una superficie geográfica que va desde el norte de Canadá y Alaska hasta alcanzar sus áreas más meridionales en mesetas del centro de México, en la Sierra Gorda de Querétaro, Guanajuato e Hidalgo; y de las costas  atlánticas a las costas  pacíficas de Norteamérica. Está presente en gran número de estados estadounidenses, en todas las provincias canadienses y áreas agrestes de las sierras norteñas mexicanas.
En México, es uno de los carnívoros de mayor tamaño; se reconocen tres subespecies (U. a. amblyceps, U. a. machetes y U. a. eremicus). Se encuentra en Chihuahua y Sonora (U. a. amblyceps); así como en Coahuila, Tamaulipas y Nuevo León (U. a. eremicus). De acuerdo a la ficha técnica de Enciclovida, la distribución reportada en la literatura para el oso negro también incluye a los estados de Sinaloa, Nayarit, Jalisco, Durango, San Luis Potosí y Zacatecas.
Prefiere habitar los bosques y las montañas donde encuentra su comida y puede ocultarse. Su población era hace tiempo, seguramente, de dos millones de individuos. En la actualidad, la especie está protegida y se considera que existen entre 500 000 y 750 000 osos negros en ese continente. La subespecie de Nuevo León, México se considera en Peligro de Extinción.
En México, se le encuentra en las zonas montañosas del norte del país, principalmente cañadas y cumbres cubiertas por bosques de pino-encino. En primavera y verano llega a bajar a los pastizales áridos de las faldas de las sierras. Habita entre los 650 y 3000 m s. n. m. y en regiones con diversos climas como son el seco semiárido, seco árido, templado, húmedo o lluvioso tropical. En México la NOM-059-SEMARNAT-2010 considera a Ursus americanus En Peligro de Extinción; la IUCN 2019-1 como una especie de Preocupación menor. La cacería furtiva y comercio ilegal representan las mayores amenazas a la especie dado el alto precio en el mercado por la caza y venta de partes. Durante mucho tiempo cazado por su piel, hoy sufre la reducción de su medio natural; la urbanización del norte del país ha restringido su movimiento al fragmentar su hábitat. Además, la construcción del muro fronterizo entre México y E.U.A. limitará el flujo génico entre las poblaciones del norte, cuyo movimiento hasta la fecha había logrado restablecer la población de oso negro en el Big Bend National Park en Texas.
El oso negro no hiberna en sentido estricto, sino que pasa el invierno en un estado de somnolencia, viviendo de las reservas de grasa acumuladas durante el otoño. Es omnívoro, aunque su régimen alimentario es en mayor parte vegetal. Contrariamente a los prejuicios, el oso negro es un buen nadador y trepa fácilmente a los árboles para escapar de un peligro.
En México, el oso negro juega un papel clave en el control poblacional de herbívoros y en la dispersión y germinación de semillas de los frutos que consume. Es imperativo hacer un proyecto a nivel nacional para identificar la distribución actual y el estado de sus poblaciones; así, se podrán establecer medidas apropiadas para su conservación a mediano y largo plazo.

## Características físicas
El oso negro mide generalmente entre 140 y 200 cm de largo. Su altura hasta la cruz es de entre 100 y 130 cm.
El oso negro es más pequeño que el oso polar y el oso pardo. Su peso depende de la edad, del sexo del animal y la temporada: en otoño, el oso negro engorda y acumula reservas de grasa con el fin de pasar el invierno. Las hembras pesan entre 40 kg y 180 kg (media de 70–80 kg), mientras que los machos pesan entre 60 y 275 kg (media de 120 kg). Se encontró un macho de 400 kg en el condado de Craven, en Carolina del Norte.

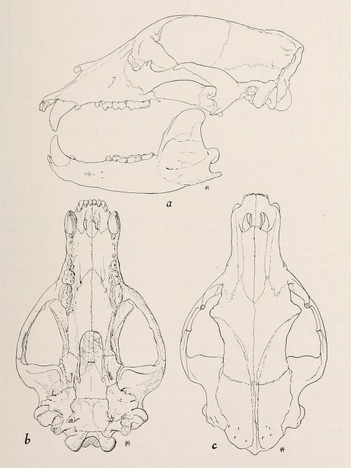
Cráneo de un oso negro

El color del pelaje varía del negro al blanco, pasando por numerosos matices: chocolate, marrón, canela y rubio son colores bastante más frecuentes en los bosques del oeste de Estados Unidos y en Canadá que en las regiones del este. Al sur de Alaska y en la Columbia Británica vive el oso Kermode, llamado también spirit bear, una subespecie de oso negro cuyo pelo es de un tono blanco mate. Osos de un gris azulado ocupan la bahía de los Glaciares en Alaska. Todos estos animales pertenecen a la especie del oso negro americano. Los albinos son muy raros. Algunos individuos tienen una o más manchas blancas sobre el cuello o en el pecho. El oso negro muda y su gruesa piel le protege contra las picaduras de los insectos y contra los rigores del invierno.
Los osos negros son capaces de tenerse de pie y de andar sobre sus patas traseras: éstas son ligeramente más largas (13 a 18 cm) que las patas delanteras. Cada pata está dotada con cinco dedos con garras no retráctiles utilizadas para rasgar, cavar y subir a los árboles. Los osos negros poseen una gran fuerza física: Un oso negro de apenas 54 kg (120 libras) puede voltear con una pata delantera fácilmente, una roca de entre 140 y 147 kg (310 y 325 libras). Un golpe de una pata delantera basta para matar a un ciervo adulto.
El oso negro posee ojos pequeños, orejas redondeadas, un largo morro puntiagudo de color marrón, y una cola relativamente corta (8–14 cm). Sus ojos son marrones. Su visión no es especialmente buena pero la experiencia pone de manifiesto que le permite distinguir los colores. En cambio, su oído y su olfato están muy desarrollados; su lengua ágil y sus labios móviles le permiten comer pequeñas bayas y hormigas. Por último, su perfil facial recto y su morro puntiagudo lo diferencian del Grizzly, que vive también en América del Norte. El oso negro es sin embargo más pequeño.
| Partes características del oso polar, el pardo y el negro |                    |                  |
| A : cabeza de un oso polar                                | B : pata delantera | C : pata trasera |
| D : cabeza de un oso pardo                                | E : pata delantera | F : pata trasera |
| G : cabeza de un oso negro                                | H : pata delantera | I : pata trasera |

## Distribución y hábitat
El oso negro ocupa un espacio incluido entre las regiones septentrionales de Alaska y México. Se encuentra desde el litoral del Atlántico a las costas del Pacífico. Prefiere igualmente los bosques y las zonas arbustivas, y puede adaptarse a climas y medios naturales muy variados: frecuenta tanto las ciénagas y los bosques subtropicales del sureste de los Estados Unidos (Luisiana, Alabama, Florida, etc.) como las altas montañas del suroeste, entre 900 y 3000 metros de altitud o también la tundra del Labrador. En México, vive principalmente en las regiones más montañosas del norte del país, tanto en la Sierra Madre Oriental como en la Sierra Madre Occidental, y la región más meridional dentro del continente donde habitaba esta especie eran las zonas de mayor altitud de la Sierra Norte de Jalisco hasta la Reserva de la Biosfera de Sierra Gorda. Vive también en los bosques mixtos del sureste del Canadá y el noreste de los Estados Unidos, pero también en el sur de los montes Apalaches. Está, en cambio, casi ausente de las zonas áridas de Norteamérica.
Al final del invierno, el oso negro deja su refugio y busca comida en altitudes medias y en los valles expuestos al sol. A medida que el verano se acerca, recupera altitudes más elevadas. El bosque constituye un medio favorable para el oso negro, donde puede ocultarse y protegerse del sol.

## Comportamiento

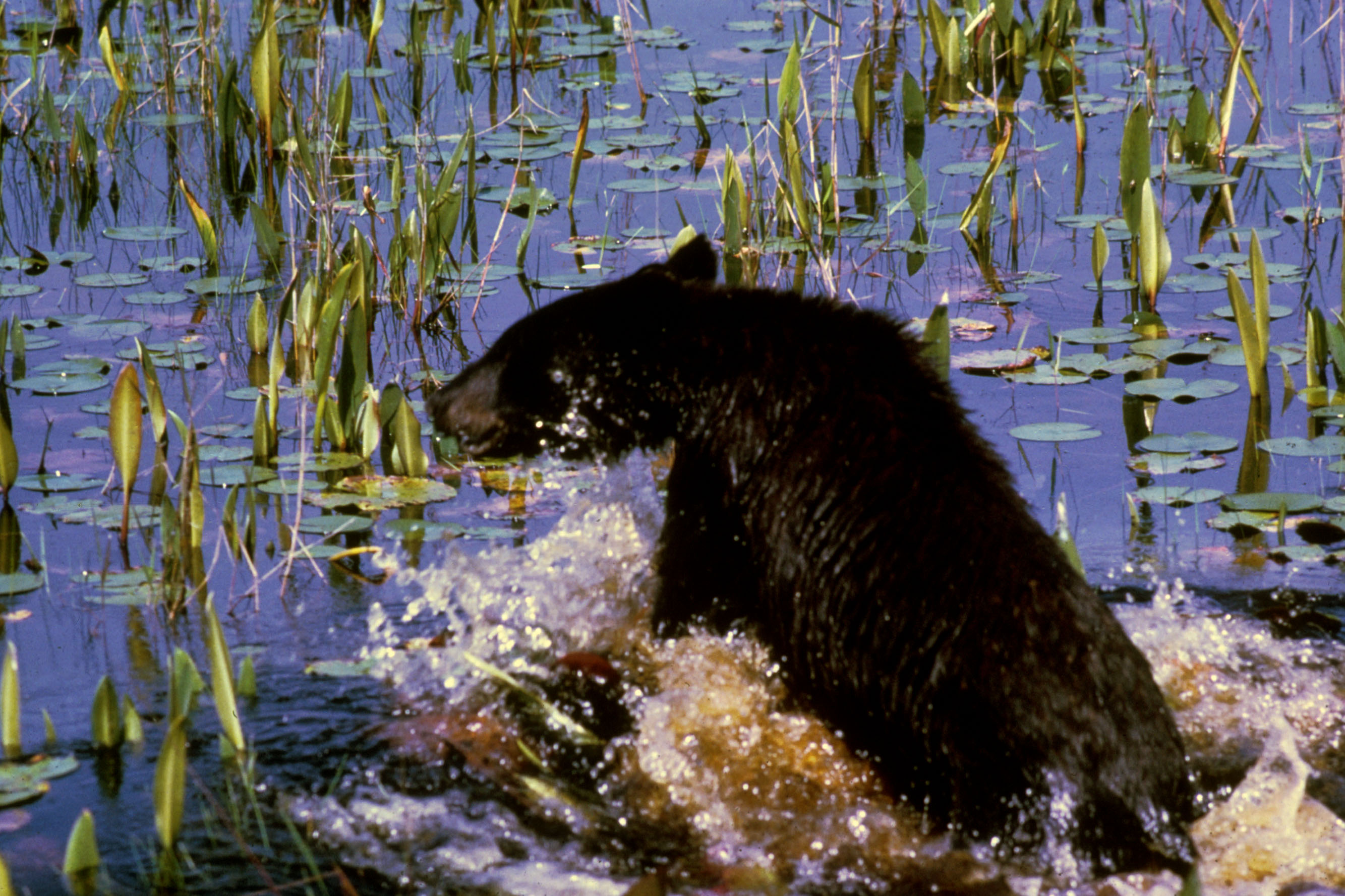
El oso es capaz de nadar.

A pesar de su robusto y voluminoso cuerpo, los osos negros son asombrosamente ágiles en sus movimientos. Se desplazan en función de la temporada para buscar su comida. Suben fácilmente a los árboles para escapar del peligro, gracias a sus músculos dorsales potentes y a sus garras. Pueden correr hasta 55 km/h.
El oso es un animal plantígrado, es decir, va colocando enteramente la planta de los pies sobre el suelo. Utiliza paso de marcha. Es, por otro lado, un excelente nadador y es capaz de cruzar un lago para llegar a una isla.
En agosto de 2004, se encontró un oso negro salvaje ebrio después de haberse bebido 36 botellines de cerveza en el estado de Washington, al noroeste de los Estados Unidos. El oso había abierto el refrigerador de un campista y había utilizado sus garras y sus dientes para perforar las botellas.
El oso negro es un animal, la mayor parte del tiempo, solitario, excepto durante el período de celo y en la relación que mantiene la madre con sus oseznos. Los osos pueden reunirse de vez en cuando en las zonas de abundancia de alimento. Salen generalmente de día, excepto en los sectores donde hay mucha población humana: prefieren entonces la noche, para evitar los encuentros con el hombre.
Contrariamente a los prejuicios, los ataques de osos negros contra los hombres son raros: se contabilizaron menos de 36 ataques mortales a lo largo del siglo XX. Si la hembra Grizzly no duda en defender a sus pequeños, la osa negra no ataca a los hombres para proteger su progenie.

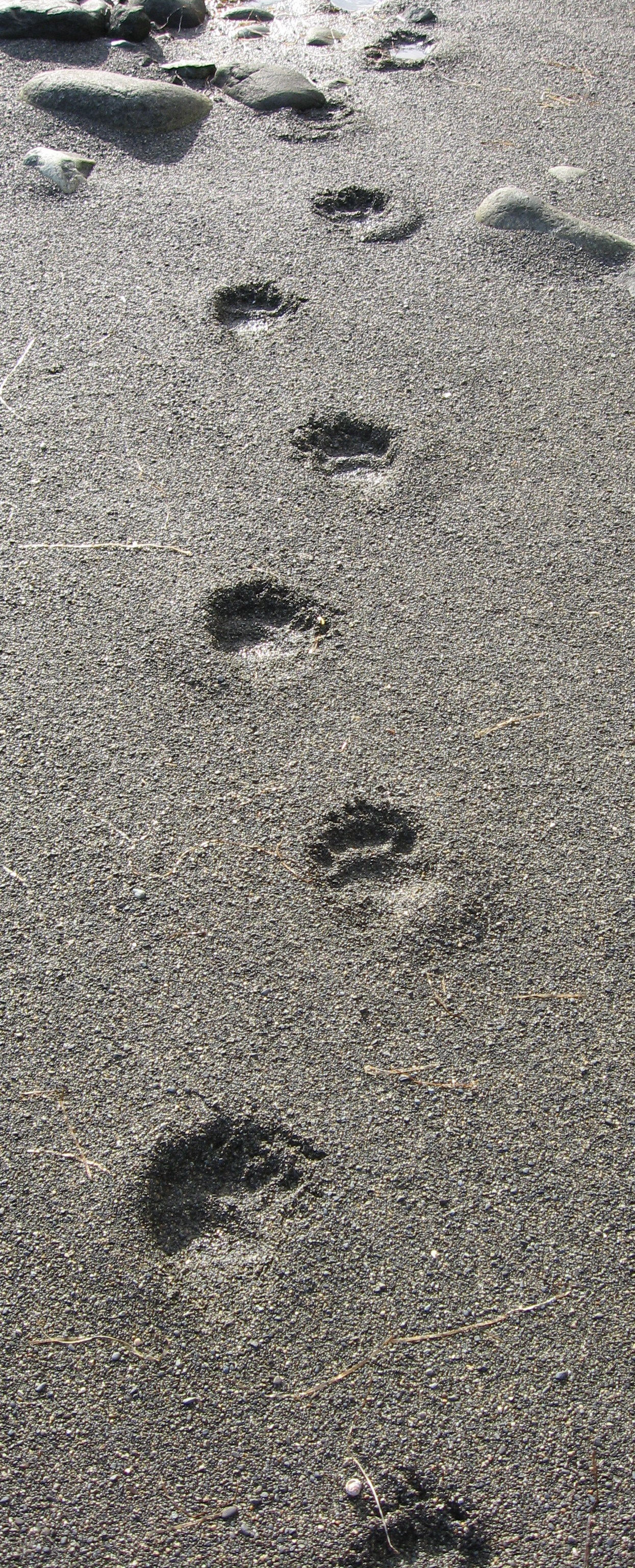
Huellas de un oso negro.

Los machos rasguñan los árboles, para comunicarse quizá, durante la temporada del acoplamiento y para señalar sus territorios. Utilizan también sus olores. Estos territorios varían entre 20 y 100 km², y cubren los de varias hembras.
En caso de amenaza, los oseznos emiten gritos que se asemejan a llantos cuando tienen miedo y los adultos hacen crujir sus dientes. El oso negro se comunica también por expresiones faciales y posiciones particulares. Cuando se levanta sobre sus patas posteriores, es para oler un peligro, un olor intrigante o ver mejor.
Los osos negros figuran entre los mamíferos más inteligentes: se les adiestra a menudo para realizar números de circo. Su cerebro es relativamente grande comparado con el tamaño de su cuerpo.
Los osos negros pasan el invierno en un estado de somnolencia: eso significa que pueden reaccionar a un ataque de otro animal. Cuando los días disminuyen, secretan una hormona que actúa como un somnífero. Su ritmo cardíaco pasa entonces de 50 a 10 pulsaciones por minuto. La temperatura del cuerpo disminuye ligeramente (menos de 31 °C, lo que representa 6,8 °C por debajo de la temperatura corporal del verano) ya que su masa es grande (pierden, pues, más fácilmente su calor que los pequeños mamíferos que hibernan). Pasan todo el invierno sin comer, ni beber, ni orinar, ni defecar, y salen de nuevo en la primavera. Este estado de inactividad dura de cuatro a siete meses, entre octubre y mayo. Esta duración varía en función del clima: cuanto más largo es el invierno, más se prolonga el período de somnolencia. Por ello, esta no existe en las regiones del sur, excepto para las osas preñadas. Un oso negro puede perder hasta un 30 % de su peso durante el invierno.

## Régimen alimentario

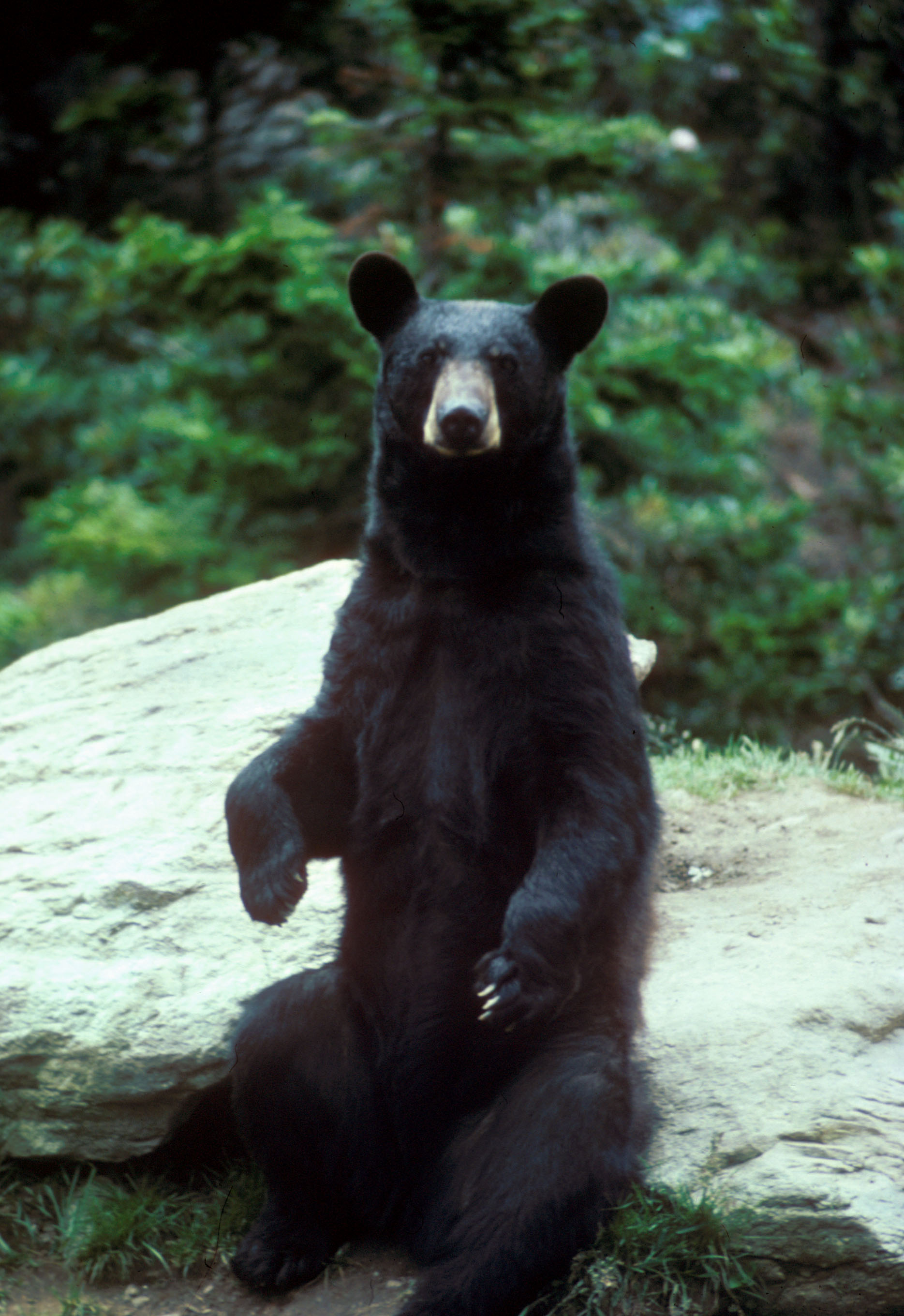
Oso negro (Ursus americanus)

Los osos negros son omnívoros: los vegetales representan un 75 % de su alimentación. Comen gramíneas, hierbas, frutas (avellanas, bayas, piñones, frutas de escaramujos, manzanas...), bellotas y hayucos. Se alimentan también con carroñas e insectos (avispas, hormigas, abejas, termitas). Atacan más raramente a roedores, conejos y cervatillos. Completan su régimen alimentario con salmones, truchas, cangrejos y son aficionados a la miel.
Los osos negros se acercan a veces a los establecimientos humanos (huertas, colmenas, campos, cubos de basura, camping) para encontrar su comida. Pueden atacar a las ovejas o a los cerdos cuando no encuentran otra comida.
Los osos deben almacenar importantes reservas de grasa para pasar el invierno. En otoño, pueden consumir hasta 20 000 calorías por día. Tienen también grandes necesidades de agua.

## Reproducción

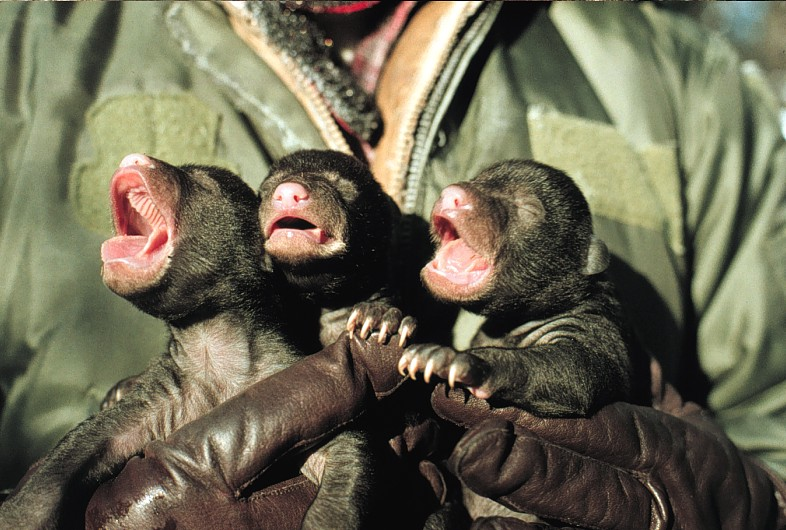
Oseznos (Ursus americanus).

Las hembras alcanzan su madurez sexual entre los dos y nueve años, y los machos a los tres o cuatro. Los osos negros se aparean a partir de los dos o tres años en adelante en el curso de los meses de mayo y junio, y hasta agosto en los bosques de frondosas del este. La gestación dura generalmente seis o siete meses. El desarrollo del embrión comienza diez semanas después de la cópula: esta implantación diferida permite evitar los nacimientos en otoño. Los oseznos nacen entre finales de noviembre y febrero en la osera. Cada parto cuenta con, por término medio, uno o dos oseznos y hasta seis en el este de los Estados Unidos. Pesan cada uno entre 200 a 450 gramos; por término medio 350 gramos. Miden de 15 a 20 cm al nacer. Los pequeños nacen sin pelo, con los ojos azules y son ciegos. Se alimentan de la leche materna en la osera durante el invierno. Las hembras amamantan en posición sentada. Cuando salen de la guarida en la primavera, los jóvenes pesan entre dos y cinco kg; se destetan al cabo de seis a ocho meses. Solo dejan a su madre a la edad de 16 o 17 meses; a veces 29 meses. Su supervivencia depende de la aptitud de la madre para enseñarles a cazar y encontrar una guarida. La madre enseña a sus oseznos a subir a los árboles para escapar de los depredadores. Se ocupa también de buscar la guarida para pasar el invierno. Los machos viven aparte y recorren territorios de 50 a 150 km², englobando aquellos donde viven las hembras; no participan en la educación de los oseznos.

## Amenazas y conservación

### Historia

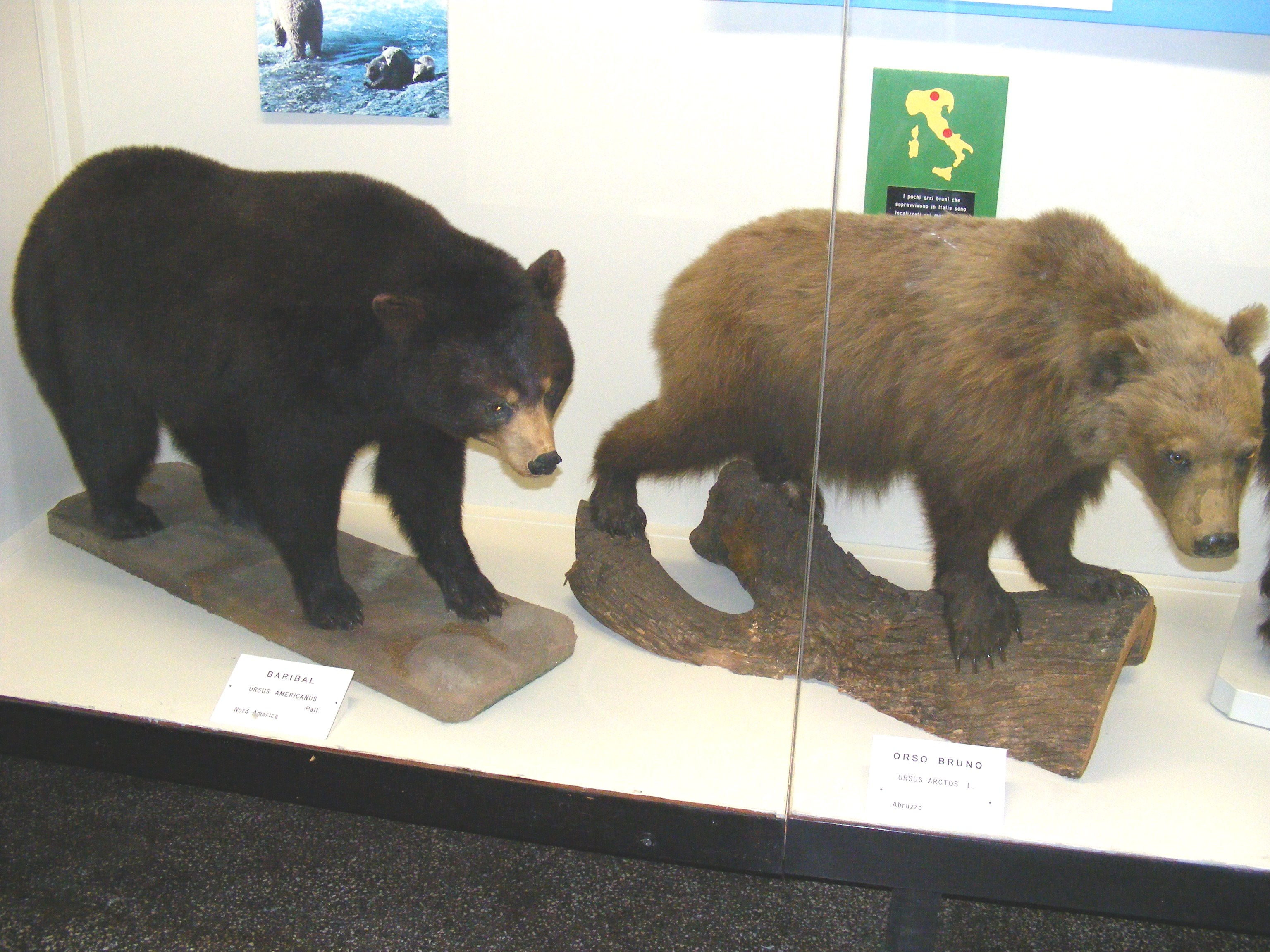
Oso negro americano y oso pardo en un museo.

Antes de la llegada de los europeos, los amerindios cazaban el oso durante el invierno, aprovechando el período de inactividad. El animal les proporcionaba carne, grasa y pieles. Los guerreros llevaban garras de oso en torno a su cuello; por superstición, no pronunciaban nunca su nombre y el cazador debía pedir perdón antes de matar un oso. El arte amerindio representaba este animal venerado como el tótem. Durante algunas ceremonias, practicaban la danza del oso.
Al final del siglo XVII, la Compañía de la Bahía de Hudson fomentaba que los amerindios cazaran el oso para comprarles las pieles: intercambiaban mantas de lana por pieles de oso negro.
Se cazó el oso negro también para hacer los famosos sombreros de los guardias británicos y algunos regimientos de la Armada canadiense y de la Armada británica.
Algunas asociaciones de protección de los animales criticaron la utilización de la piel de los animales muertos en colisiones con automóviles o de piezas de caza, para hacer estos gorros (PETA). Se realizaron entonces algunas pruebas de gorros en piel sintética.
Por último, las patas y la bilis del plantígrado aún se aprecian mucho en Asia: un gramo de bilis, utilizada en la  farmacopea china, cuesta 155 dólares.

### Depredadores y mortalidad
En la naturaleza, la esperanza de vida media del oso negro es de cerca de 10 años; puede a veces vivir hasta 30 años. En la actualidad, se consideran entre 500 000 y 750 000 el número de osos negros en el continente americano. Su escasa fecundidad y su madurez sexual tardía constituyen amenazas a la supervivencia de la especie. Las principales causas de mortalidad son las colisiones con los automóviles y la caza. Los oseznos pueden morir de hambre o de una caída desde un árbol.
Constituyen presas para los depredadores como el lobo, el puma, el lince, el  coyote, el oso pardo y los otros osos negros, en particular los machos por falta de comida. Los jóvenes separados accidentalmente de su madre se mueren rápidamente.
Los osos negros siguen siendo cazados para terminar como trofeo, alfombra de cama y también por su carne, en Canadá y Alaska.
Alrededor 30 000 osos negros al año se matan en toda Norteamérica, pero su caza está muy regulada.
Los principales parásitos del oso negro son la tenia, el ascaris y los gusanos de la clase trichinella. Pueden también sufrir tuberculosis, artritis y bronco-neumonía. Las poblaciones del oeste de los Estados Unidos son aún numerosas mientras que las del este del país tienden a reducirse peligrosamente. Estos últimos viven esencialmente en las montañas, en los bosques, así como en los parques nacionales y las reservas naturales. Las regiones al este del río Misisipi son en efecto las más pobladas por el hombre mientras que amplias zonas de las Montañas Rocosas, de la meseta y de la Gran Cuenca siguen siendo salvajes.
El animal está ausente en 10 de los 50 estados, incluidos  Hawái, las dos Dakota, los estados muy urbanizados como Delaware y varios estados del centro-este donde las montañas y los bosques son inexistentes.
También la situación del oso negro varía según las subespecies y las regiones. Así pues, se clasifica al oso negro de Florida (Ursus americanus floridanus) como amenazada. Un estudio realizado en California en 1998  evalúa entre 17 000 y 23 000 el número de osos negros en este estado del suroeste de Estados Unidos. Esta población es actualmente estable, o incluso en muy ligera progresión.

### Protección en los parques naturales

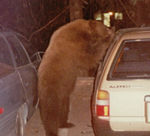
Oso negro probando a penetrar en un coche (parque nacional de Yosemite, California).

En el parque nacional de Yosemite, en California, se considera la población de osos negros entre 300 y 500 individuos. Los guardas forestales cuentan una quincena en el valle de Yosemite, es decir, el sector más frecuentado por los turistas.
El oso negro se adapta fácilmente a la presencia de los hombres y no olvida su comida. Puede entonces penetrar en los camping y en los vehículos estacionados en los aparcamientos. Antes, los hombres alimentaban a los osos, lo que causó ataques y numerosos heridos. En la actualidad, numerosos paneles de información y mensajes de prevención desaconsejan alimentar a los animales salvajes, en particular a los plantígrados. Los cubos de basura del parque se inmovilizaron y se cerraron herméticamente; se pusieron cajas en los camping para almacenar toda la comida. Desde entonces los incidentes han bajado; sin embargo dos o tres osos agresivos deben ser abatidos cada año en Yosemite.
En otro parque nacional estadounidense, en Yellowstone, se alimentaba también a los osos, lo que constituía una atracción apreciada por los turistas. En la actualidad, el parque ha abandonado esta práctica.
Yellowstone cuenta con 600 osos negros actualmente. Al este de los Estados Unidos hay una población de 400 a 600 osos negros en el parque nacional de las Grandes Montañas Humeantes.
Es durante los años pobres en hayucos cuando los incidentes con los visitantes se multiplican. En esta región, el oso negro sufre la competencia de especies invasoras como el jabalí europeo, que es un importante consumidor de  bellotas. Los guardas duermen a los osos más peligrosos y los desplazan hacia sectores salvajes.
En Nuevo Hampshire, el naturalista Ken Killian abrió un establecimiento que recoge y se ocupa de los osos negros heridos o de los oseznos extraviados. Se lleva una experiencia similar en Minnesota, donde 3000 osos negros viven en el Superior Nacional Forest, corredor biológico para el oso negro de Florida, de manera que se pueda impedir su extinción.
El oso negro americano está protegido por la ley en varios estados del sur de los Estados Unidos, como Luisiana, Misisipi y Texas. Matar ilegalmente a un oso negro está castigado con una importante multa y pena de prisión.

## Clasificación y  subespecies

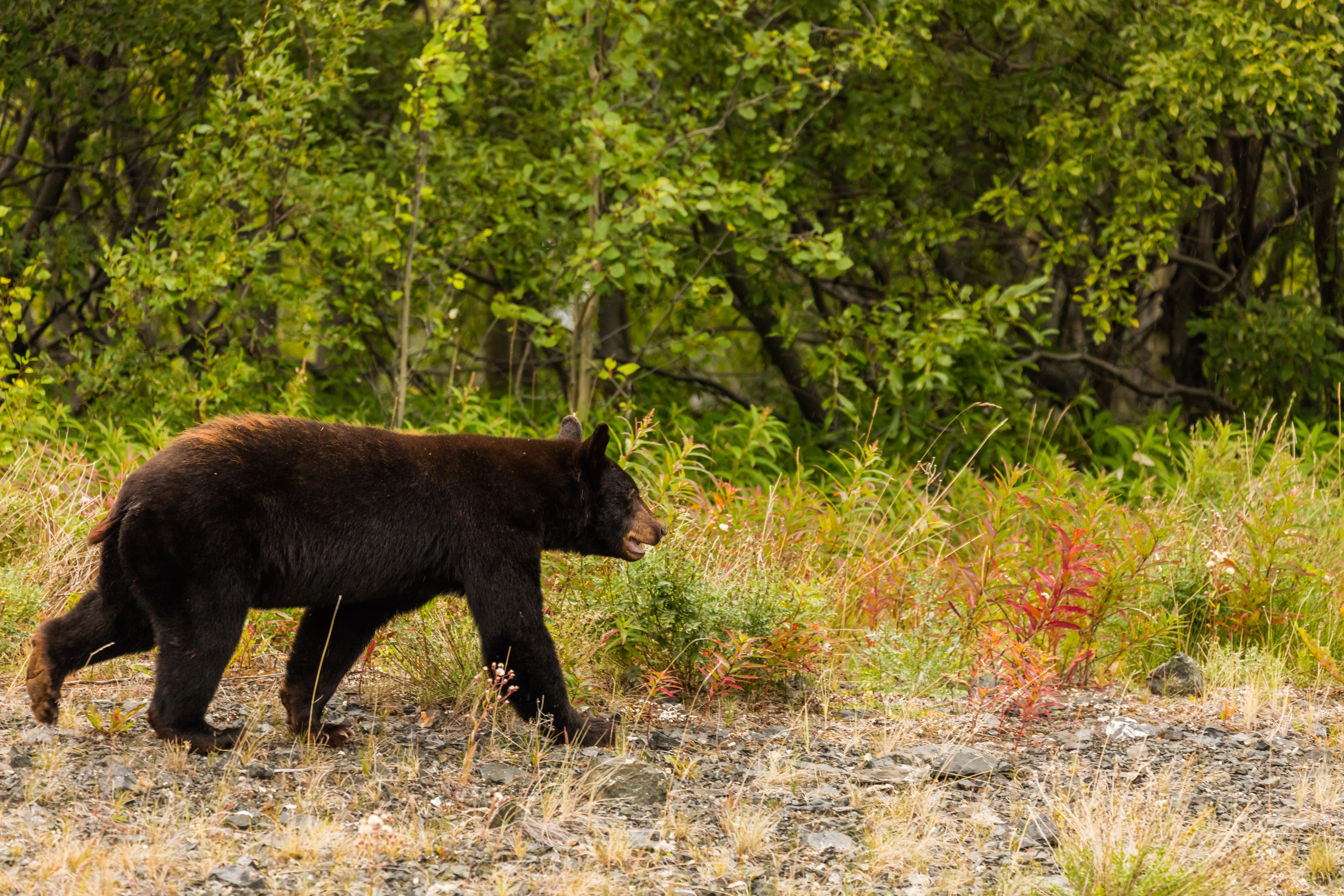
Oso negro en el parque natural provincial Tatshenshini-Alsek, Yukón, Canadá.

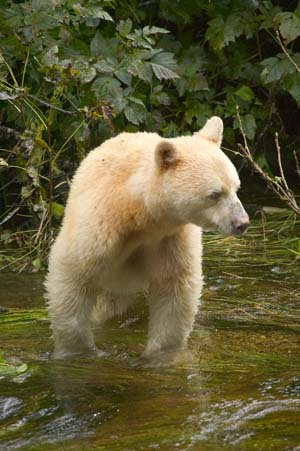
El oso Kermode no es un albino sino una subespecie más clara de oso negro.

### Nombre común
En inglés, al oso negro se le llama comúnmente «oso negro americano», o también «oso canela» a los animales de color rojo-marrón. También lleva el nombre de "baribal".

### Taxonomía
Las relaciones filogenéticas con otras especies de la familia ursidae no están claramente definidas. El oso negro se encuentra muy cerca del oso de collar, el oso polar y el oso pardo. Sin embargo, es mucho más pequeño que el oso polar, cuyo peso puede llegar a los 700 kg en los machos.
Dieciséis subespecies se enumeran en Norteamérica:
- Ursus americanus altifrontalis: del norte y el oeste del Pacífico, desde la Columbia Británica al norte de California y al norte de Idaho;
- Ursus americanus amblyceps: Colorado, México, Texas occidental y mitad oriental de la Arizona, al sureste de Utah;
- Ursus americanus americanus: Montana oriental al Océano Atlántico, al sur y al este de Canadá y Alaska hasta el Océano Atlántico y el sur a Texas;
- Ursus americanus californiensis: Valle Central de California y el sur de Oregón;
- Ursus americanus carlottae: Alaska;
- Ursus americanus cinnamomum: Idaho, Montana Occidental Wyoming, Washington, Oregón y al noreste de Utah;
- Ursus americanus emmonsii: el sudeste de Alaska;
- Ursus americanus eremicus: al noreste de México;
- Ursus americanus floridanus: Florida, Georgia y el sur de Alabama;
- Ursus americanus hamiltoni: la isla de Terranova;
- Ursus americanus kermodei : costa central de BC;
- Ursus americanus luteolus: Este de Texas, Luisiana Misisipi  Sur;
- Ursus americanus machetes: México;
- Ursus americanus perniger: península de Kenai (Alaska);
- Ursus americanus pugnax: Archipiélago Alexander (Alaska);
- Ursus americanus vancouveri: Isla de Vancouver BC.

## El oso negro en la cultura

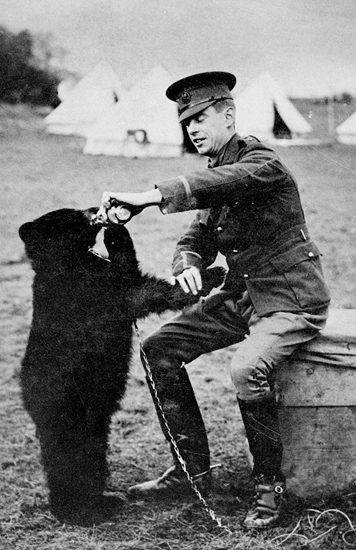
Clifford K. Berryman, Drawing the Line in Mississippi: Theodore Roosevelt y el oso negro.

Los amerindios Ojibwés hicieron del baribal su tótem.
En 1902, el presidente estadounidense Theodore Roosevelt fue hasta el  río Misisipi con el fin de regular un conflicto referente al trazado de los límites que separan a los estados de Luisiana y Misisipi. Durante su estancia, participó en una partida de caza en la cual decidió perseguir a un oso negro herido. El episodio fue relatado en un artículo del Washington Post. Clifford K. Berryman lo ilustró con un dibujo llamado Drawing the Line en Misisipi (véase la imagen) que representaba al presidente y al oso negro en cuestión. Rápidamente, la anécdota se hizo popular. Dos emigrantes rusos, Rosa y Morris Mictchom, crearon un oso de peluche al que bautizaron como "Teddy", el diminutivo del nombre Theodore, en homenaje al 26.º presidente de los Estados Unidos.
En 1950, los rangers del Lincoln Nacional Forest, en el estado de Nuevo México, salvaron a un joven oso negro de un incendio que devastaba las montañas Capitán. El animal hubo de ser curado de sus quemaduras pero sobrevivió e inspiró la creación del oso Smokey, la mascota de la prevención de los incendios forestales en los Estados Unidos. El oso negro es, además, el emblema de la universidad de Maine; una de las tres mascotas de los Juegos Olímpicos de invierno del año 2002 en Salt Lake City era uno oso negro de nombre Coal ("carbón").